# Susan Sarandon
Susan Sarandon (4. listopada 1946.), američka filmska glumica, oskarovka.
Rođena kao Susan Abigail Tomalin, kao najstarije od devetero djece, vrlo rano se počela zanimati za glumu. Majka joj je bila domaćica, a otac televizijski producent i pjevač.
S očeve strane ima engleske, irske, i velške krvi, a s majčine je dijelom Njemica i Indijanka.
Nakon završenog fakulteta, počela je glumiti, a od 1970. do danas je ostvarila 70 filmskih uloga. Za nagradu Oscar bila je nominirana čak pet puta, osvojivši ga konačno za ulogu u filmu "Odlazak u smrt" 1995. (partner Sean Penn)
Nakon razvoda od prvog supruga, uzima prezime Sarandon kao svoje umjetničko ime.
Osim njene glume, aktivna je i raznim dobrotvornim organizacijama. Ljevičarski je orijentirana, a njene ideje poklapaju se s idejama kršćanske ljevice. Žestoko se protivila invaziji na Irak 2003. godine.
Prvotnu slavu postiže nastupom u hororu "Glad" 1983., koji je zapamćen po lezbijskoj sceni između nje i Catherine Deneuve.Sam film bio je veliki promašaj.
1981. godine čitatelji časopisa Playboy proglasili su je ženom s najboljim grudima.
Veliku popularnost dobila je filmom Bull Durham 1988. godine gdje je upoznala sadašnjeg nevjenčanog supruga Tima Robbinsa s kojim ima sinove Jacka i Milesa. Iz prijašnje veze ima kćer Evu.

## Vanjske poveznice
- Susan Sarandon u internetskoj bazi filmova IMDb-u (engl.)